# Olympische Sommerspiele 2024/Fußball/Frauen/Qualifikation (AFC)
Als Qualifikation zum Turnier der Frauen bei den olympischen Sommerspielen 2024 für die Mannschaften aus dem Bereich der AFC diente ein über drei Runden laufendes Qualifikationsturnier, durch das sich zwei asiatische Mannschaften qualifizieren konnten. Es nahmen 25 der insgesamt 47 Mitgliedsverbänden der AFC teil.

## Modus
Die Qualifikation fand in drei Runden statt. Von den ursprünglich 31 gemeldeten Mannschaften, waren die fünf stärksten Mannschaften in der FIFA-Weltrangliste vom 9. Dezember 2022, Australien, China, Japan, Nord- sowie Südkorea, direkt für die zweite Runde qualifiziert.
Die 26 schwächeren Mannschaften wurden in der ersten Runde am 12. Januar 2023 in fünf Vierer- und zwei Dreiergruppen gelost. Es wurde im April 2023 eine Einfachrunde gespielt, bei denen je einer der Teilnehmer als Gastgeber einer Gruppe fungierte. Nach der Auslosung zogen sich allerdings insgesamt fünf Mannschaften zurück, sodass die Gruppen B, C und G nur aus zwei und die Gruppe D nur aus drei Mannschaften bestanden. Für die zweite Runde qualifizierte sich jeweils der Gruppensieger.
In der zweiten Runde wurden die sieben Sieger der ersten Runde und die fünf gesetzten Mannschaften am 18. Mai 2023 in drei Vierergruppen gelost. Auch hier wurde im Oktober/November 2023 wieder eine Einfachrunde gespielt, bei denen je einer der Teilnehmer als Gastgeber einer Gruppe fungierte. Die drei Gruppensieger und der beste Gruppenzweite erreichten die dritte Runde. Die dritte Runde fand im Februar 2024 im K.-o.-System mit Hin- und Rückspiel statt. Die zwei Sieger qualifizierten sich für das olympische Fußballturnier der Frauen.

## Erste Runde

### Gruppeneinteilung
| Gruppe A      | Gruppe B       | Gruppe C       | Gruppe D    |
| ------------- | -------------- | -------------- | ----------- |
| Usbekistan    | Myanmar        | Vietnam        | Thailand    |
| Jordanien     | Iran           | Nepal          | Mongolei    |
| Osttimor      | Bangladesch 1  | Palästina 1    | Singapur    |
| Bhutan        | Malediven 1    | Afghanistan 1  | Sri Lanka 1 |
| Gruppe E      | Gruppe F       | Gruppe G       |             |
| Philippinen   | Chinese Taipei | Indien         |             |
| Hongkong      | Indonesien     | Kirgisistan    |             |
| Tadschikistan | Libanon        | Turkmenistan 1 |             |
| Pakistan      |                |                |             |

Anmerkungen

### Gruppe A
Die Spiele fanden alle in Usbekistan statt.
Tabelle
| Pl. | Land       | Sp. | S | U | N | Tore    | Diff. | Punkte |
| --- | ---------- | --- | - | - | - | ------- | ----- | ------ |
| 1.  | Usbekistan | 3   | 3 | 0 | 0 | 019:000 | +19   | 09     |
| 2.  | Bhutan     | 3   | 2 | 0 | 1 | 005:110 | −6    | 06     |
| 3.  | Jordanien  | 3   | 1 | 0 | 2 | 004:100 | −6    | 03     |
| 4.  | Osttimor   | 3   | 0 | 0 | 3 | 002:900 | −7    | 0      |

Spielergebnisse
| 05.04.2023 | Taschkent (1) | Jordanien  | – | Osttimor  | 3:1 (1:0) |
| 05.04.2023 | Taschkent (2) | Usbekistan | – | Bhutan    | 9:0 (5:0) |
| 08.04.2023 | Taschkent (1) | Bhutan     | – | Jordanien | 2:1 (0:0) |

### Gruppe B
Die Spiele fanden alle in Myanmar statt.
Tabelle
| Pl. | Land    | Sp. | S | U | N | Tore    | Diff. | Punkte |
| --- | ------- | --- | - | - | - | ------- | ----- | ------ |
| 1.  | Iran    | 2   | 1 | 1 | 0 | 002:100 | +1    | 04     |
| 2.  | Myanmar | 2   | 0 | 1 | 1 | 001:200 | −1    | 01     |

Spielergebnisse
| 05.04.2023 | Rangun | Iran    | – | Myanmar | 1:0 (0:0) |
| 08.04.2023 | Rangun | Myanmar | – | Iran    | 1:1 (0:1) |

### Gruppe C
Die Spiele fanden alle in Nepal statt.
Tabelle
| Pl. | Land    | Sp. | S | U | N | Tore    | Diff. | Punkte |
| --- | ------- | --- | - | - | - | ------- | ----- | ------ |
| 1.  | Vietnam | 2   | 2 | 0 | 0 | 007:100 | +6    | 06     |
| 2.  | Nepal   | 2   | 0 | 0 | 2 | 001:700 | −6    | 0      |

Spielergebnisse
| 05.04.2023 | Kathmandu | Nepal   | – | Vietnam | 1:5 (0:3) |
| 08.04.2023 | Kathmandu | Vietnam | – | Nepal   | 2:0 (2:0) |

### Gruppe D
Die Spiele fanden alle in Thailand statt.
Tabelle
| Pl. | Land     | Sp. | S | U | N | Tore    | Diff. | Punkte |
| --- | -------- | --- | - | - | - | ------- | ----- | ------ |
| 1.  | Thailand | 2   | 2 | 0 | 0 | 012:000 | +12   | 06     |
| 2.  | Mongolei | 2   | 0 | 1 | 1 | 002:800 | −6    | 01     |
| 2.  | Singapur | 2   | 0 | 1 | 1 | 002:800 | −6    | 01     |

Spielergebnisse
| 01.04.2023 | Chon Buri | Singapur | – | Thailand | 0:6 (0:2) |
| 04.04.2023 | Chon Buri | Mongolei | – | Singapur | 2:2 (1:1) |
| 07.04.2023 | Chon Buri | Thailand | – | Mongolei | 6:0 (3:0) |

### Gruppe E
Die Spiele fanden alle in Tadschikistan statt.
Tabelle
| Pl. | Land          | Sp. | S | U | N | Tore    | Diff. | Punkte |
| --- | ------------- | --- | - | - | - | ------- | ----- | ------ |
| 1.  | Philippinen   | 3   | 3 | 0 | 0 | 016:000 | +16   | 09     |
| 2.  | Hongkong      | 3   | 2 | 0 | 1 | 005:400 | +1    | 06     |
| 3.  | Pakistan      | 3   | 1 | 0 | 2 | 001:600 | −5    | 03     |
| 4.  | Tadschikistan | 3   | 0 | 0 | 3 | 000:120 | −12   | 0      |

Spielergebnisse
| 05.04.2023 | Hissor | Philippinen | – | Pakistan      | 4:0 (3:0) |
| 05.04.2023 | Hissor | Hongkong    | – | Tadschikistan | 3:0 (2:0) |
| 08.04.2023 | Hissor | Pakistan    | – | Hongkong      | 0:2 (0:0) |

### Gruppe F
Die Spiele fanden alle im Libanon statt.
Tabelle
| Pl. | Land           | Sp. | S | U | N | Tore    | Diff. | Punkte |
| --- | -------------- | --- | - | - | - | ------- | ----- | ------ |
| 1.  | Chinese Taipei | 2   | 2 | 0 | 0 | 009:100 | +8    | 06     |
| 2.  | Libanon        | 2   | 1 | 0 | 1 | 006:500 | +1    | 03     |
| 3.  | Indonesien     | 2   | 0 | 0 | 2 | 000:900 | −9    | 0      |

Spielergebnisse
| 05.04.2023 | Jounieh | Libanon        | – | Chinese Taipei | 1:5 (1:4) |
| 08.04.2023 | Jounieh | Indonesien     | – | Libanon        | 0:5 (0:2) |
| 11.04.2023 | Jounieh | Chinese Taipei | – | Indonesien     | 4:0 (2:0) |

### Gruppe G
Die Spiele fanden alle in Kirgisistan statt.
Tabelle
| Pl. | Land        | Sp. | S | U | N | Tore    | Diff. | Punkte |
| --- | ----------- | --- | - | - | - | ------- | ----- | ------ |
| 1.  | Indien      | 2   | 2 | 0 | 0 | 009:000 | +9    | 06     |
| 2.  | Kirgisistan | 2   | 0 | 0 | 2 | 000:900 | −9    | 0      |

Spielergebnisse
| 04.04.2023 | Bischkek | Kirgisistan | – | Indien      | 0:5 (0:3) |
| 07.04.2023 | Bischkek | Indien      | – | Kirgisistan | 4:0 (2:0) |

## Zweite Runde

### Gruppeneinteilung
| Gruppe 1       | Gruppe 2  | Gruppe 3   |
| -------------- | --------- | ---------- |
| Australien     | China     | Japan      |
| Chinese Taipei | Südkorea  | Vietnam    |
| Philippinen    | Thailand  | Usbekistan |
| Iran           | Nordkorea | Indien     |

### Gruppe 1
Die Spiele fanden alle in Australien statt.
Tabelle
| Pl. | Land           | Sp. | S | U | N | Tore    | Diff. | Punkte |
| --- | -------------- | --- | - | - | - | ------- | ----- | ------ |
| 1.  | Australien     | 3   | 3 | 0 | 0 | 013:000 | +13   | 09     |
| 2.  | Philippinen    | 3   | 2 | 0 | 1 | 005:900 | −4    | 06     |
| 3.  | Iran           | 3   | 0 | 1 | 2 | 000:300 | −3    | 01     |
| 4.  | Chinese Taipei | 3   | 0 | 1 | 2 | 001:700 | −6    | 01     |

Spielergebnisse
| 26.10.2023 | Perth (1) | Chinese Taipei | – | Philippinen | 1:4 (0:0) |
| 26.10.2023 | Perth (1) | Australien     | – | Iran        | 2:0 (1:0) |
| 29.10.2023 | Perth (2) | Philippinen    | – | Australien  | 0:8 (0:5) |

### Gruppe 2
Die Spiele fanden alle in der Volksrepublik China statt.
Tabelle
| Pl. | Land      | Sp. | S | U | N | Tore    | Diff. | Punkte |
| --- | --------- | --- | - | - | - | ------- | ----- | ------ |
| 1.  | Nordkorea | 3   | 2 | 1 | 0 | 009:100 | +8    | 07     |
| 2.  | Südkorea  | 3   | 1 | 2 | 0 | 011:200 | +9    | 05     |
| 3.  | China     | 3   | 1 | 1 | 1 | 005:300 | +2    | 04     |
| 4.  | Thailand  | 3   | 0 | 0 | 3 | 001:200 | −19   | 0      |

Spielergebnisse
| 26.10.2023 | Xiamen | Südkorea  | – | Thailand  | 10:1 (3:0) |
| 26.10.2023 | Xiamen | China     | – | Nordkorea | 01:2 (0:1) |
| 29.10.2023 | Xiamen | Nordkorea | – | Südkorea  | 00:0       |

### Gruppe 3
Die Spiele fanden alle in Usbekistan statt.
Tabelle
| Pl. | Land       | Sp. | S | U | N | Tore    | Diff. | Punkte |
| --- | ---------- | --- | - | - | - | ------- | ----- | ------ |
| 1.  | Japan      | 3   | 3 | 0 | 0 | 011:000 | +11   | 09     |
| 2.  | Usbekistan | 3   | 2 | 0 | 1 | 004:200 | +2    | 06     |
| 3.  | Vietnam    | 3   | 1 | 0 | 2 | 003:400 | −1    | 03     |
| 4.  | Indien     | 3   | 0 | 0 | 3 | 001:130 | −12   | 0      |

Spielergebnisse
| 26.10.2023 | Taschkent (1) | Japan   | – | Indien     | 7:0 (1:0) |
| 26.10.2023 | Taschkent (2) | Vietnam | – | Usbekistan | 0:1 (0:1) |
| 29.10.2023 | Taschkent (1) | Indien  | – | Vietnam    | 1:3 (0:2) |

### Tabelle der Gruppenzweiten
Neben den drei Gruppensiegern erreichte auch der beste Gruppenzweite die dritte Runde.
| Pl. | Land        | Sp. | S | U | N | Tore    | Diff. | Punkte | Gruppe |
| --- | ----------- | --- | - | - | - | ------- | ----- | ------ | ------ |
| 1.  | Usbekistan  | 3   | 2 | 0 | 1 | 004:200 | +2    | 06     | 3      |
| 2.  | Philippinen | 3   | 2 | 0 | 1 | 005:900 | −4    | 06     | 1      |
| 3.  | Südkorea    | 3   | 1 | 2 | 0 | 011:200 | +9    | 05     | 2      |

## Dritte Runde
Die Hinspiele wurden am 24. Februar und die Rückspiele am 28. Februar 2024 ausgetragen.
|            | Gesamt |            | Hinspiel  | Rückspiel   |
| ---------- | ------ | ---------- | --------- | ----------- |
| Usbekistan | 00:13  | Australien | 0:3 (0:0) | 00:10 (0:8) |
| Nordkorea  | 1:2    | Japan      | 0:0       | 1:2 (0:1)   |

## Beste Torschützinnen
Nachfolgend sind die besten Torschützinnen der Qualifikation gelistet. Bei gleicher Trefferanzahl sind die Spielerinnen alphabetisch geordnet.
| Rang | Spieler                 | Tore |
| ---- | ----------------------- | ---- |
| 01   | Diyoraxon Xabibullayeva | 9    |
| 02   | Sarina Bolden           | 5    |
|      | Caitlin Foord           | 5    |
|      | Michelle Heyman         | 5    |
|      | Sam Kerr                | 5    |
| 06   | Mary Fowler             | 4    |
|      | Lyudmila Karachik       | 4    |
|      | Chandler McDaniel       | 4    |
|      | Phạm Hải Yến            | 4    |